# ギャグ
ギャグ（Gag）とは、話題や行為、演劇、映画などの最中に挿入する短い言葉や仕草などで、滑稽な効果をもたらすものを言う。

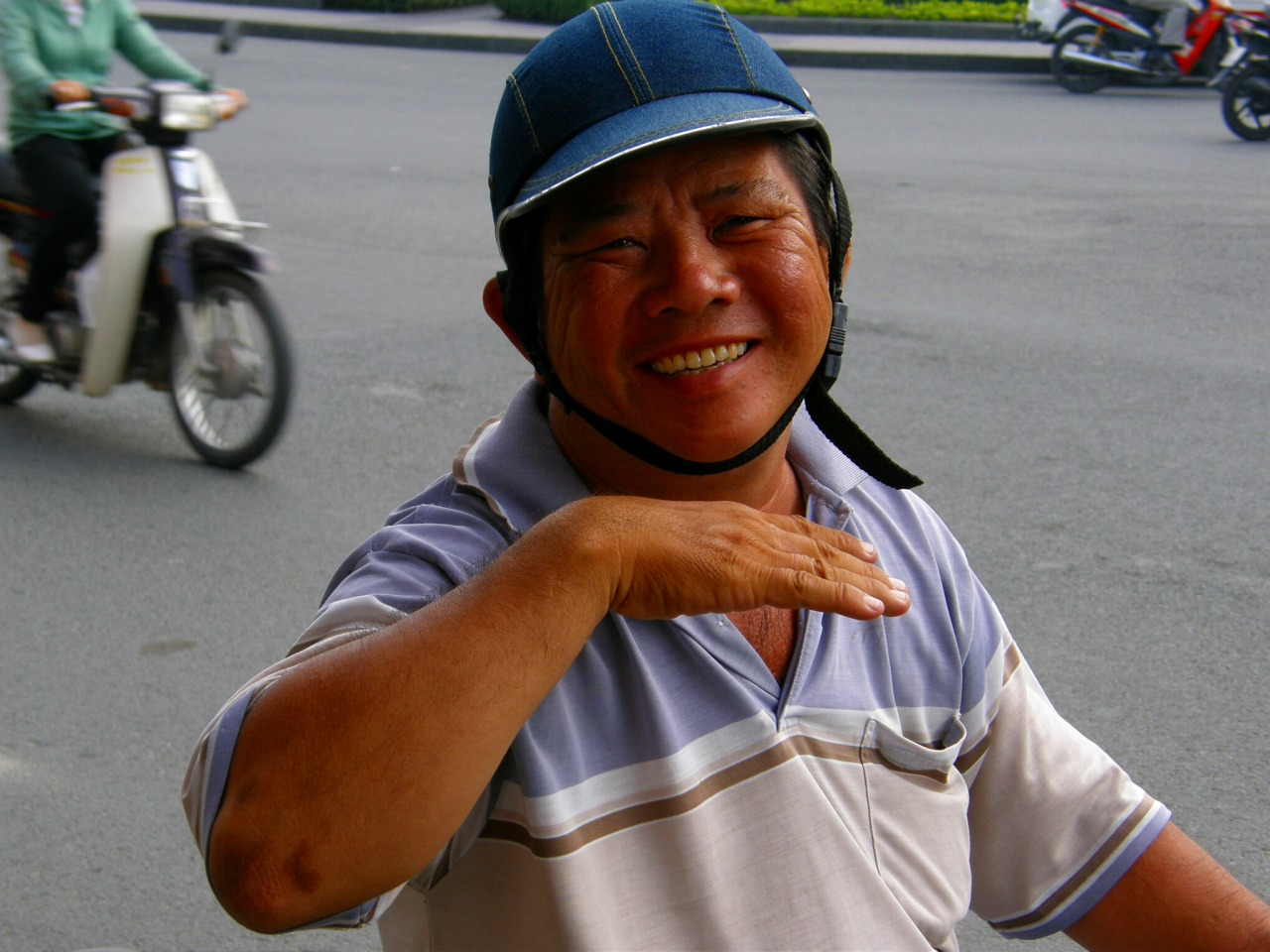
志村けんのギャグ「アイーン」は、ビートたけしの「コマネチ」とともに世界的に流行した（ベトナム・ホーチミン市のセオム運転手）

## 概要
元は演劇や映画におけるしゃれ，こっけいなしぐさを意味し、ひいてはショー・ビジネスにおける観客を笑わせる要素、アイデア全般を意味した。さらには、例えば「アジャパー」（伴淳三郎）や「ムチャクチャデゴザリマスルガナ」（花菱アチャコ）といった「うけことば」もギャグと呼ぶ拡大解釈もなされるようになった。後に漫画などでも使われるようになった。
現在では、日常における同様の行為をも指す言葉として広く使われている。
ギャグと似たような意味を持つ言葉に、「冗談」がある。冗談は、言葉による戯れを広い意味で指す。これに対し日本語におけるギャグは、冗談よりも短い言葉ないしは言葉の組み合わせであったり、滑稽な所作による戯れをも指している。またギャグの場合、主とする話題の内容と直接関係のないものや、即興性の強いものであることを暗に意味している。
ギャグと滑稽・冗談・笑いとの違いは、ギャグには残酷なあるいは皮肉な種類のものが含まれることである。また、ギャグという言葉が浸透した昭和40年代は、笑いの表現が抽象的・記号的・強烈（残酷味を含んだ）化的に発展した時期であり、言葉の使われ方にもその影響があると思われる。なお、内外のギャグ表現に造詣が深く、昭和30年代には放送作家としてコントなども執筆していた小林信彦は、当時はギャグという英語が関係者にも一般にも全く通用しなかった旨を述懐している。ギャグマンガという言葉もなく(劇画が浸透していない当時は、マンガ自体が笑いの要素を含むことがデフォルトであった)、特に笑いを前面に出す作品には「ゆかいまんが」というような惹句が使われた。
元々は19世紀のヨーロッパの舞台俳優が観客の私語を止めさせて舞台に注目させるために始めたものである（英語gagは「猿ぐつわ（をはめる）」「言論の抑圧（をする）」との意味の他動詞・名詞であり、英国議会では討論の打ち切りを表す。また外科では開口器）。

## ギャグの種類
ギャグには以下の種類がある。これらは組み合わせて使われることもある。奇矯な動作や発言などのほかに、いわゆるモノマネ芸なども観衆の注意を一気に引き寄せる手段としてよく用いられる。
脈絡なく唐突に出せるタイプのギャグとは逆に、周囲からのフリや何らかの事象発生が必要な、ツッコミ・感想・状況説明型のギャグもある（「聞いてないよ」「悔しいです」等）。

### ことばによるもの（バーバル・ギャグ[2]）
言葉の面白さで笑いを起こすもの。駄洒落（ないしオヤジギャグ）などもこれに含まれる。また声色の奇矯さやモノマネ（有名人モノマネ、「ええ声ぇ～♪」、四ヶ国語麻雀、笑いながら怒る人etc...）など。2005年1月3日付の朝日新聞によると、日本人の76%がオヤジギャグに寛容な態度を見せている。

### 所作・アクションによるもの（ビジュアル・ギャグ、サイト・ギャグ[2][6]）
演者の動作など、視覚に訴えて笑いを起こすもの。いわゆる、スラップスティック。「屋台崩し」（舞台上の建物が崩れ落ちる場面、およびその仕掛け）などの大掛かりなものもある。ドツキ漫才などで相方を叩くこともこれに含まれる。サイレント時代の喜劇映画で盛んに用いられた。

### キャラクター性によるもの
その人のキャラクター性によって笑いを起こすもの。服装や持ち物の意外性、性癖（驚くとしゃっくりをする等）など。言葉や所作によるギャグと組み合わされることが多い。モノマネ芸では顕著に見られる。

### 掴み
ツカミ、もしくは、つかみと、仮名で示されることも多い。観客や視聴者、現場の共演者などを引きつけるために、最初に放つもの。
一般的なギャグの範疇のものもあれば、ショートコント、自己紹介・挨拶を主としたキャッチフレーズ（ジェスチャーとともに苗字を名乗るだけのものも）も含む。「一瞬で心や場の空気を掴む」という意味。

### その他
舞台や映画・映像などでは効果音や挿入音楽などによって笑いを呼び起こす工夫がある。また舞台装置や小道具、背景などを利用することもある。

## 表現上のギャグの効果
物語中に適度なギャグを織り込むことで息抜きになり、物語に対する集中力を持続させる。また、ギャグを言った人物への親近感を増加させる効果もある。この時形成された親近感は、後の物語の展開で活かすことも可能である。例えば観客に好まれるギャグを言っていた人物が物語上不幸に陥るようなことになれば、観客に深く同情される可能性が高い。
ギャグを過度に織り込んでしまうと、物語に対する集中力は逆に散漫になり、未熟な印象の作品ができ上がってしまう。また、時流や観客層に合わないギャグは、見る側を白けさせ、ギャグを言う人物に対して嫌悪感を抱かせる結果になる。ただし、ギャグそのものが作品の目的である場合は、この限りではない。ギャグを活用した変わり種のドラマとしては、ストーリーに絡まない部分でふんだんにギャグを織り込んで制作された明石家さんま主演の『心はロンリー気持ちは「…」』があった（脚本家とは別にギャグ考案のためのチームが組まれていたほどである）。

## ギャグの寿命
人間の営みの滑稽さを表現する喜劇、落語などの笑いと違い、ギャグの寿命は大抵の場合非常に短い。時事問題を扱うギャグは、その時事問題が忘れられるに従い、面白さの熱は急速に冷めてしまう。また、言葉によるギャグは時として流行語にもなるが、繰り返し人の口に上るに連れ、結局のところ急速に飽きられてしまう運命にある。かつて吉本興業で役員を務めた横澤彪も芸人がギャグでウケを取ろうとする風潮を良しとしておらず、横澤の吉本入りを祝福するために新ギャグを披露した松村邦洋に対して「ギャグはね、ギャグに生きるとギャグに死ぬから言わない」と冷たくあしらった。これは、ギャグに頼って人を笑わせようとする芸人は本来求められる芸のセンスが磨かれないため、ギャグのネタが尽きればすぐに飽きられて捨て去られていくという意味であり、現在で云う「一発屋芸人」への横澤流の警鐘であるとも言える。
ただし、所作を伴うギャグには再現の難しいものもあり、そのようなギャグは長く支持される場合もある。また、短期に飽きられたギャグは、相当年が経過すると流行した時代・世相を回顧する役割として機能する場合もある。

## 著名なギャグ

### 喜劇映画
- 散水夫がホースを使って水撒きをしていると、一人の少年がホースを踏んづけて水が出なくなり、散水夫がホースを覗き込むと少年は足を離し、散水夫はずぶ濡れになる。（『水をかけられた散水夫』1895年。世界最初の商業映画と言われる）[15][16]
- 新築の家屋が激しい嵐のためにグルグルと回転し、中にいた人たちが次々と屋外へ放り出されてしまう。放り出された客人の一人が、家の持ち主である主人公に、「今日はメリーゴーラウンドを楽しませていただいた。これで、木馬があればもっと良かった」と言って帰っていく。（『文化生活一週間』1920年）[17]
- デパートの店員が客寄せのためにデパートの外壁を登る。一階ごとに鳩が頭に集まったり、大時計の針に掴まると文字盤が外れかけたりと、次々に苦難に遭う。（『要心無用』1923年）[18]
- 主人公が独裁者の大軍と戦うことになる。味方は秘書の女性と大男が一人だけ。主人公は一計を案じ、土管を塀にたくさん立てかけ大砲の筒先に見せかける。秘書が太鼓を鳴らすのと同時に、大男がタバコの煙を土管の中に吹きかけると、筒先からもうもうと煙が噴き出す。同時に主人公がスイカを投げる。これら一連のことが大砲をぶっ放しているように見え、敵勢は逃げ出す。（『ロイドの巨人征服（英語版）』1923年）[19][20]
- 映画館の映写技師の主人公が、映画を上映している間に､居眠りしはじめる｡するともう一人の男が男の身体から離れ､スクリーンの中に飛び込むと､ショットの急激な変化に翻弄される。玄関だと思ったら突然庭に変わり、庭のベンチに腰掛けようとすると、突然街角に変わりひっくり返る。さらに絶壁、ジャングル、砂漠、海岸、雪原、庭と変化し、ようやくスクリーンに入り込む。（『キートンの探偵学入門』1924年）[21][22]
- 雪崩で崖っぷちまで流され、斜めになった小屋が、中にいる男がシャックリするごとに揺れる。（『黄金狂時代』1925年）[23][24]
- ボクシングの試合に出場した主人公が、屈強な対戦相手から逃れるためにレフェリーを盾にする。やがて対戦相手もその動きに慣れてしまい、レフェリーがいなくなっても攻撃せず同じ動作を繰り返す。また、対戦相手が間違えてレフェリーに殴りかかり、主人公がレフェリー役に回ったりもする。（『街の灯』1931年）[25]
- 主人公三人組らがいる狭い船室に、メイドたち、暖房技師、マニキュア係り、料理を持ってきた給仕たち、知人を探している全く無関係な船客らが次々と入室してきて、押し合いへし合いしながら自分の目的を果たそうとする。最後に一人の女性が来て、ドアを開けた途端に、皆がなだれ落ちる。（『オペラは踊る』1935年） [26][27]
- 独裁者の乗ったオープンカーが行く道端で、『ミロのヴィーナス』や『考える人』を模した像までがナチス式敬礼をしている。（『独裁者』1940年）[28][29][30]
- 三人組の男たちが、急ぎ目的地に到着すべく機関車を乗っ取り、列車をメチャクチャに走らせる。燃料が無くなると、客車を斧で片っ端から破壊して火室にくべる。斧が切れなくなると、床を壊し、その下で回転している車輪で斧を研ぐ。（『マルクスの二挺拳銃』1940年）[31][32]
- 家屋に男がもたれかかっている。警官が男に「この建物を支えているつもりなのか」と問いかけると、男はニヤニヤしながら頷く。警官が不審に思い「ちょっと、そこまで来い！」と男の片手を引っ張り男の手が建物から離れた途端、家屋が倒壊する。（『マルクス捕物帖（英語版）』1946年）[31][19][33][34]

### 喜劇俳優・お笑い芸人・タレント
- アーノネおっさん わしゃかなわんよ - 高勢実乗参照。
- アジャパー - 伴淳三郎#俳優としての活動・戦後参照。
- レイディースエンジェントルメン、アンドおとっつぁんおっかさん - トニー谷#一躍、人気芸人に参照。
- 非常にキビシー - 「てなもんや三度笠」出演時の財津一郎のギャグ。
- お呼びでない - 植木等#主なギャグ参照。
- ガチョーン - 谷啓#ガチョーン参照。
- 青島だァ - 放送作家時代の青島幸男が「シャボン玉ホリデー」で放ったギャグ。派生ギャグに谷啓の「谷だァ」がある。
- アッと驚く為五郎
- ちょっとだけよ - 加藤茶#持ちギャグ参照。
- This is a pen - 荒井注#ザ・ドリフターズ時代参照。
- アイーン - 志村けん#持ち芸参照。
- アチョー - すわ親治#人物・エピソード参照。
- なまたまご - 研ナオコ#人物参照。
- 乱闘と見せかけて二人で社交ダンスを踊る - 「芸能人野球大会」で恒例だった堺正章と井上順の寸劇。
- オシャマンベ - 由利徹#持ちネタのレパートリー参照。
- びっくりしたなぁもう - てんぷくトリオ時代に考案した三波伸介のギャグ。
- なまか - 東八郎#人物参照。
- なんでそうなるの - コント55号時代の萩本欽一のギャグ。
- 飛びます! 飛びます! - コント55号時代の坂上二郎のギャグ。
- ながーい目で見てください - 小松政夫#主なギャグ参照。
- ナハ - せんだみつお#芸風・印象参照。
- 乳揉め - 「金曜10時!うわさのチャンネル!!」出演時のマギー・ミネンコのギャグ。
- ポテチン - 鳳啓助#来歴・人物参照。
- もう帰ろうよ - 松鶴家千代若・千代菊#芸風参照。
- やんな - Wけんじ#「やんなっ！」由来参照。
- イヤーン、イヤーン - ルーキー新一#来歴・人物参照。
- 三波春夫でございます - レツゴー三匹#芸風・ギャグ参照。
- メガネ、メガネ - 横山やすし#ギャグ参照。
- 田園調布に家が建つ - 星セント・ルイス#主なギャグ参照。
- モミジまんじゅう - B&B (お笑いコンビ)#ギャグ並びにもみじ饅頭#第二次世界大戦後参照。
- コマネチ - ビートたけし#漫才ブーム参照。
- ペイ - アダモステ参照。
- すんごいですね - I've got a すんごいですね ROCK'N ROLL HEART参照。
- 小山ゆうえんち - アゴ&キンゾー時代の桜金造のギャグ。小山ゆうえんち#その他参照。
- これでギャラは同じ - 海老一染之助・染太郎#主な台詞参照。
- アメマ - 間寛平#主な持ちネタ・ギャグ参照。
- よっしゃ、今日はこれぐらいにしといたるわ - 池乃めだか#ギャグ参照。
- …じゃあ〜りませんか - チャーリー浜#主なギャグ参照。
- ドゥーン - 村上ショージ#ギャグ参照。
- やってるやってる! - ジミー大西#芸人時代参照。
- まゆ毛ボーン - 吉田ヒロ#ギャグ参照。
- メロリンキュー - 山本太郎#メロリンQ参照。
- 高田純次のダンス - 「クイズ世界はSHOW by ショーバイ!!」で披露した独特のステップ。後に広田さくらがピープルズ・エルボーから派生するプロレス技「高田純次」として使用した。
- あばよ - 柳沢慎吾#略歴・人物参照。
- 聞いてないよ - ダチョウ倶楽部#主なギャグ参照。
- だっちゅーの - パイレーツ (お笑いコンビ)#芸風参照。
- 命! - TIM (お笑いコンビ)#略歴参照。
- まいうー - 石塚英彦#グルメリポーターとして参照。
- はじめまして、こんばんみ - ビビる大木#芸風参照。
- ドーン - 江頭2:50#持ちネタ参照。
- 閉店ガラガラ - 岡田圭右#岡田のギャグ参照。
- 俺やで! - 原西孝幸
- ゲッツ! - ダンディ坂野#芸風参照。
- トゥース - 春日俊彰#芸風参照。
- おっぱっぴー - 小島よしお#芸風参照。
- どんだけ〜 - IKKO#人物参照。
- パワー! - なかやまきんに君#主なギャグ参照。
- 悔しいです! - ザブングル (お笑いコンビ)#持ちギャグ参照。
- 自分はそうは思いません! - あばれる君#芸風参照。
- シュー - だーりんず#松本りんす ハリウッドザコシショウ#ギャグ・その他参照。

### 漫画・アニメ
- シェー
- さんせいのはんたい - バカボンのパパ#性格参照。
- 死刑! - がきデカ#ギャグ一覧参照。
- ともだちんこ - おぼっちゃまくん#茶魔語参照。

## ギャラリー

主なギャグ
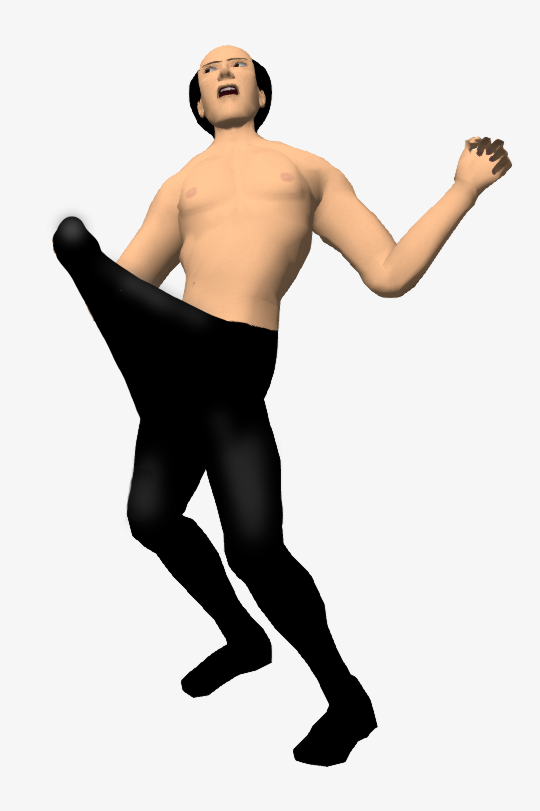
ドーン
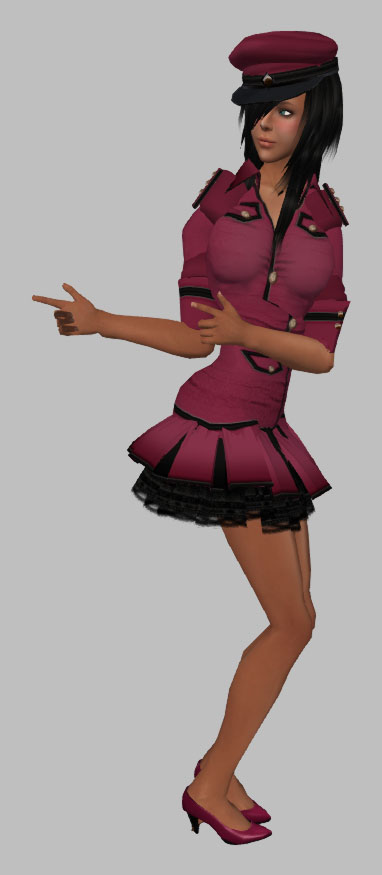
死刑!
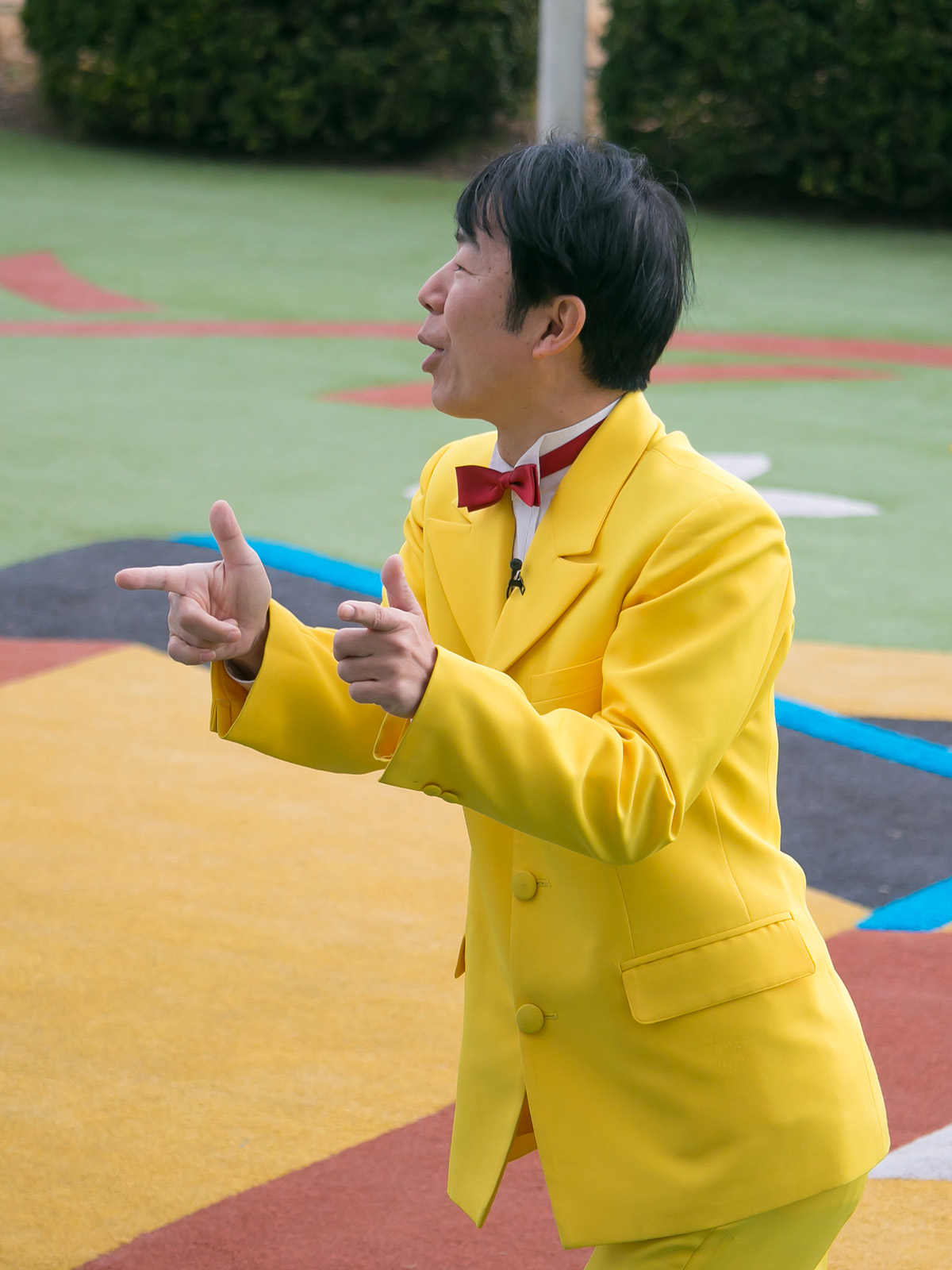
ゲッツ
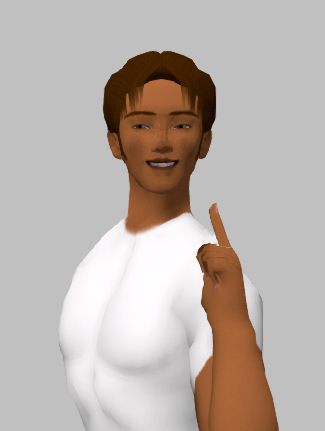
トゥース）
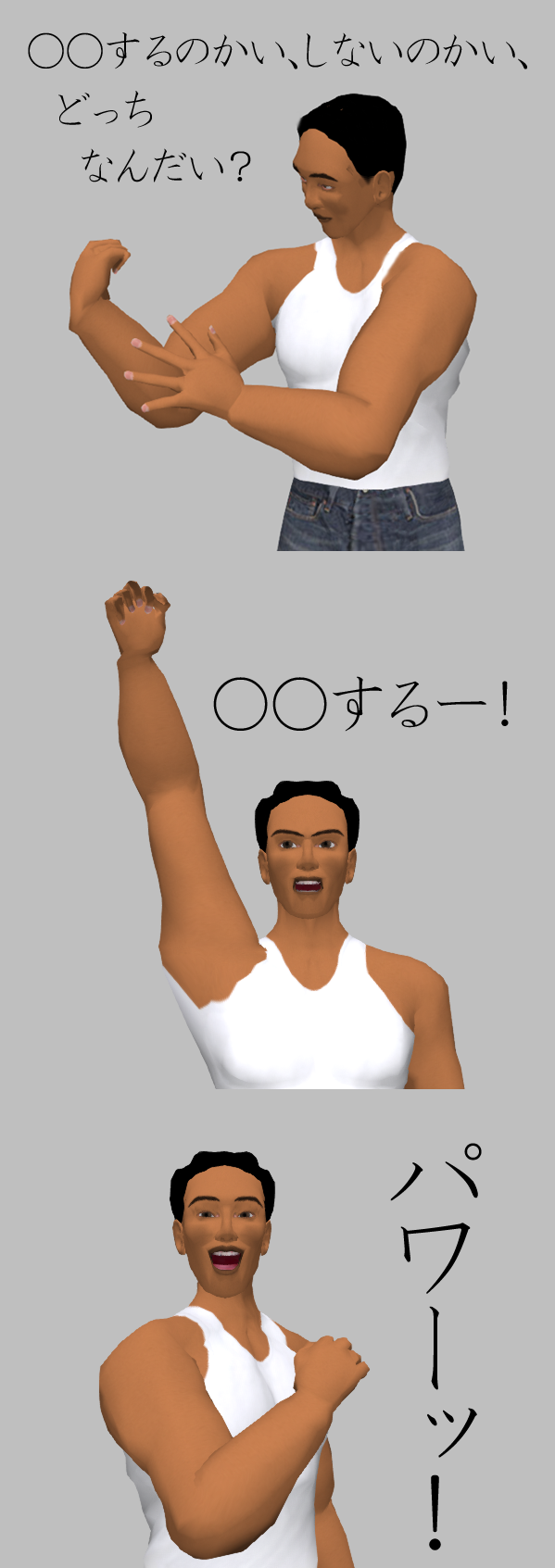
なかやまきんに君